# Viltkött
Viltkött är kött från vilda djur. Den är i regel resultat av jakt med vapen eller genom utnyttjande av djurfällor. Jakt eller fångst av fiskar benämns dock fiske.

## Viltkött i olika länder
I Sverige klassas 33 arter av däggdjur och 30 arter av fåglar som vilt, enligt Jaktlagen. Jakt i Sverige förekommer bland annat på älg, småvilt och änder.

### Bushmeat
En typ av viltkött är den afrikanska varianten bushmeat (uttal: ['buʃmi:t]; engelska för 'bush-kött'), där man både jagar större och mindre djur. Det kan gälla allt från ödlor, fladdermöss och råttor till större däggdjur som antilop, buffel och apor. Traditionen med bushmeat ses som ett hot mot den biologiska mångfalden, och är också en orsak till spridningen av tropiska sjukdomar.
I Afrika är traditionen med bushmeat ofta ett hot mot den biologiska mångfalden, förvärrat av problemet med tjuvskytte på hotade och fridlysta djurarter. Bushmeat bidrar samtidigt med viktiga inkomster, och den är i länder som Kamerun för många konsumenter en stor källa till animaliskt protein.